# 제43회 영국 아카데미 영화상
제43회 영국 아카데미 영화상은 1989년의 최고의 영화를 기리기 위해 1990년 3월 11일에 열린 시상식이다.

## 수상

### 작품상
- 죽은 시인의 사회 - 스티븐 하프트 수상

### 데이빗 린 상
- 헨리 5세 - 케네스 브래너 수상

### 남우주연상
- 나의 왼발 - 다니엘 데이 루이스 수상

### 여우주연상
- 여자의 이별 - Pauline Collins 수상

### 남우조연상
- 나의 왼발 - 레이 매커널리 수상

### 여우조연상
- 위험한 관계 - 미셸 파이퍼 수상

### 각본상
- 해리가 샐리를 만났을 때 - 노라 에프론 수상

### 각색상
- 위험한 관계 - 크리스토퍼 햄튼 수상

### 편집상
- 미시시피 버닝 - 게리 햄블링 수상

### 촬영상
- 미시시피 버닝 - 피터 비지우 수상

### 음향상
- 미시시피 버닝 - 빌 필립스 수상

### 의상상
- 바론의 대모험 - 가브리엘라 페스쿠치 수상

### 분장상
- 바론의 대모험 - Maggie Weston 수상

### 특수시각효과상
- 백 투 더 퓨쳐 2 - 켄 랄스톤 수상

### 프로덕션디자인상
- 바론의 대모험 - 단테 페레티 수상

### 외국어영화상
- 라이프 앤 낫씽 벗 - 르네 클레이망 수상

### 단편애니메이션작품상
- 월레스와 그로밋 - 화려한 외출 - 닉 파크 수상

### 단편영화작품상
- 피터 휴잇 수상

### 안소니 아스퀴스상
- 죽은 시인의 사회 - 모리스 자르 수상

## 같이 보기
- 제62회 아카데미상
- 제15회 세자르상
- 제42회 미국 감독 조합상
- 제3회 유럽 영화상
- 제47회 골든 글로브상
- 제10회 골든 래즈베리상
- 제42회 미국 작가 조합상